# Похорски партизански одред
Похорски народноослободилачки партизански (НОП) одред је био партизанска јединица у саставу Народноослободилачке војске и партизанских одреда Југославије током Другог светског рата у Словенији.

## Историјат
Формиран је 1. маја 1942. у Орлаки код Стичне, у саставу 2. групе одреда. Приликом формирања имао је два батаљона: један батаљон (око 100 бораца) и 1. штајерски батаљон, који је од раније дејствовао у Штајерској. Почетком јуна формиран је још један батаљон, тако да је Одред тада имао око 300 бораца. Дејствовао је у Долењском и учествовао у неуспелом покушају 2. групе одреда да се у рејону Литије пребаци преко Саве у Штајерску (19—23. маја); потом руши пругу Гросупље—Требње и води борбе с италијанским посадама дуж пруге. Крајем јуна његов 2. батаљон одлази у Горењско, где је у борбама с Немцима разбијен и већим делом (две чете) враћен у Долењско (касније је ушао у састав бригаде Матија Губец). Трећи батаљон, који је остао у Долењском, ушао је јула у састав Западнодолењског НОПО, а људство 1. штајерског батаљона додељено је почетком новембра Савињском, Похорском и Моравшком батаљону. Одред је поновно формиран 25. октобра 1943. код Чрних млака на Похорју од Похорског батаљона и једног батаљона бригаде Славко Шландер. Са северних падина Похорја дејствовао је на железничку пругу Дравоград—Марибор, спалио железничке станице у Згорњем Доличу 27. октобра, у Довжу 28. октобра, у Јанжевском Врху и Вухреду 20—21. новембра, када је срушио и један воз у Драву. У првој половини децембра одолео је немачкој локалној офанзиви на Похорју, и већ 13. децембра поновно напао пругу између Вухреду и Вузенице и срушио један воз. У селу Приможу на Похорју од Одреда и једног батаљона корушких партизана 7. јануара 1944. формирана је Похорска бригада (Једанаеста словеначка бригада „Милош Зиданшек“). Одред је по трећи пут формиран 27. јуна 1944. на Рогли (Похорја) од Лацковог батаљона и по једне чете из бригада Тоне Томшич и Милош Зиданшек Дејствовао је на Похорју, а један батаљон од августа 1944. на Козјаку. Половином септембра 1944. је имао 3 батаљона са око 700 бораца, а 19. септембра преименован је у Лацков НОП одред и упућен на планину Козјак, где је под врло тешким условима дејствовао до краја рата. Истакао
се у нападу на хидроцентралу Фала (посада уништена или заробљена, генератори и кабл уништени) 28/29. септембра,на жандармеријску станицу Цирковце 20. октобра и у другим акцијама. У другој половини новембра, приликом немачке офанзиве на Козјак, претрпео је знатне губитке, па је 8. децембра реорганизован: од преосталих бораца и 1 батаљона бригаде Тоне Томшич образован је нов Лацков НОПО. У завршним операцијама учествовао је у ослобођењу козјачког подручја и разоружавању немачких посада у североисточном делу Корушке.